# Pattalinus cultus
Pattalinus cultus là một loài bọ cánh cứng trong họ Cerambycidae.